# 'Neath Calvary's Shadows
 'Neath Calvary's Shadows è un cortometraggio muto del 1915 diretto da William Robert Daly.

## Produzione
Il film fu prodotto dalla Selig Polyscope Company.

## Distribuzione
Distribuito dalla General Film Company, il film - un cortometraggio in tre bobine - uscì nelle sale cinematografiche statunitensi il 9 settembre 1915.